# Wereldkampioenschappen langlaufen 2019
De wereldkampioenschappen langlaufen 2019 werden van 20 februari tot en met 3 maart 2019 gehouden in Seefeld.

## Wedstrijdschema
| Datum       | Tijd          | Mannen                       | Vrouwen                      |
| ----------- | ------------- | ---------------------------- | ---------------------------- |
| 20 februari | 14:00 / 12:30 | 10 km (klassieke stijl) (Q)  | 5 km (klassieke stijl) (Q)   |
| 21 februari | 12:00 14:30   | Sprint (vrije stijl)         | Sprint (vrije stijl)         |
| 23 februari | 12:30 / 11:00 | 30 km skiatlon               | 15 km skiatlon               |
| 24 februari | 09:15 11:30   | Teamsprint (klassieke stijl) | Teamsprint (klassieke stijl) |
| 26 februari | 15:00         |                              | 10 km (klassieke stijl)      |
| 27 februari | 14:00         | 15 km (klassieke stijl)      |                              |
| 28 februari | 13:00         |                              | 4x5 km estafette             |
| 1 maart     | 13:15         | 4x10 km estafette            |                              |
| 2 maart     | 12:15         |                              | 30 km (vrije stijl)          |
| 3 maart     | 13:00         | 50 km (vrije stijl)          |                              |

## Uitslagen

### Sprint
| Mannen (vrije stijl) | Mannen (vrije stijl)   | Mannen (vrije stijl) | Mannen (vrije stijl) |
| #                    | Naam                   | Land                 | Tijd                 |
| -------------------- | ---------------------- | -------------------- | -------------------- |
| Goud                 | Johannes Høsflot Klæbo | NOR                  | 3.21,17              |
| Zilver               | Federico Pellegrino    | ITA                  | + 0,23               |
| Brons                | Gleb Retivych          | RUS                  | + 1,37               |
| 4                    | Richard Jouve          | FRA                  | + 1,99               |
| 5                    | Emil Iversen           | NOR                  | + 2,25               |
| 6                    | Lucas Chanavat         | FRA                  | + 21,50              |
| Halvefinalisten      |                        |                      |                      |
| 7                    | Sindre Bjørnestad Skar | NOR                  |                      |
| 8                    | Francesco De Fabiani   | ITA                  |                      |
| 9                    | Simeon Hamilton        | USA                  |                      |
| 10                   | Oskar Svensson         | SWE                  |                      |
| 11                   | Aleksandr Bolsjoenov   | RUS                  |                      |
| –                    | Sergej Oestjoegov      | RUS                  | DSQ                  |

| Vrouwen (vrije stijl) | Vrouwen (vrije stijl)   | Vrouwen (vrije stijl) | Vrouwen (vrije stijl) |
| #                     | Naam                    | Land                  | Tijd                  |
| --------------------- | ----------------------- | --------------------- | --------------------- |
| Goud                  | Maiken Caspersen Falla  | NOR                   | 2.32,35               |
| Zilver                | Stina Nilsson           | SWE                   | + 1,66                |
| Brons                 | Mari Eide               | NOR                   | + 2,84                |
| 4                     | Jonna Sundling          | SWE                   | + 3,17                |
| 5                     | Victoria Carl           | GER                   | + 5,71                |
| 6                     | Maja Dahlqvist          | SWE                   | + 31,49               |
| Halvefinalisten       |                         |                       |                       |
| 7                     | Nadine Fähndrich        | SUI                   |                       |
| 8                     | Jessica Diggins         | USA                   |                       |
| 9                     | Natalja Neprjajeva      | RUS                   |                       |
| 10                    | Elisa Brocard           | ITA                   |                       |
| 11                    | Kristine Stavås Skistad | NOR                   |                       |
| 12                    | Sandra Ringwald         | GER                   |                       |

### Intervalstart
| Mannen 15 km (klassieke stijl) | Mannen 15 km (klassieke stijl) | Mannen 15 km (klassieke stijl) | Mannen 15 km (klassieke stijl) |
| #                              | Naam                           | Land                           | Tijd                           |
| ------------------------------ | ------------------------------ | ------------------------------ | ------------------------------ |
| Goud                           | Martin Johnsrud Sundby         | NOR                            | 38.22,6                        |
| Zilver                         | Aleksandr Bessmertnych         | RUS                            | + 2,0                          |
| Brons                          | Iivo Niskanen                  | FIN                            | + 20,4                         |
| 4                              | Andrej Larkov                  | RUS                            | + 22,8                         |
| 5                              | Didrik Tønseth                 | NOR                            | + 24,3                         |
| 6                              | Dario Cologna                  | SUI                            | + 32,4                         |
| 7                              | Sjur Røthe                     | NOR                            | + 33,9                         |
| 8                              | Aleksandr Bolsjoenov           | RUS                            | + 58,5                         |
| 8                              | Andrew Musgrave                | GBR                            | + 58,5                         |
| 10                             | Emil Iversen                   | NOR                            | + 1.00,5                       |

| Vrouwen 10 km (klassieke stijl) | Vrouwen 10 km (klassieke stijl) | Vrouwen 10 km (klassieke stijl) | Vrouwen 10 km (klassieke stijl) |
| #                               | Naam                            | Land                            | Tijd                            |
| ------------------------------- | ------------------------------- | ------------------------------- | ------------------------------- |
| Goud                            | Therese Johaug                  | NOR                             | 27.02,1                         |
| Zilver                          | Frida Karlsson                  | SWE                             | + 12,2                          |
| Brons                           | Ingvild Flugstad Østberg        | NOR                             | + 35,6                          |
| 4                               | Krista Pärmäkoski               | FIN                             | + 37,0                          |
| 5                               | Nadine Fähndrich                | SUI                             | + 1.03,9                        |
| 6                               | Anastasia Sedova                | RUS                             | + 1.04,9                        |
| 7                               | Natalja Neprjajeva              | RUS                             | + 1.07,5                        |
| 8                               | Teresa Stadlober                | AUT                             | + 1.07,9                        |
| 9                               | Charlotte Kalla                 | SWE                             | + 1.09,2                        |
| 10                              | Astrid Jacobsen                 | NOR                             | + 1.09,4                        |

### Skiatlon
| 30 km mannen (klassieke + vrije stijl) | 30 km mannen (klassieke + vrije stijl) | 30 km mannen (klassieke + vrije stijl) | 30 km mannen (klassieke + vrije stijl) |
| #                                      | Naam                                   | Land                                   | Tijd                                   |
| -------------------------------------- | -------------------------------------- | -------------------------------------- | -------------------------------------- |
| Goud                                   | Sjur Røthe                             | NOR                                    | 1:10.21,8                              |
| Zilver                                 | Aleksandr Bolsjoenov                   | RUS                                    | + 0,1                                  |
| Brons                                  | Martin Johnsrud Sundby                 | NOR                                    | + 0,7                                  |
| 4                                      | Iivo Niskanen                          | FIN                                    | + 12,3                                 |
| 5                                      | Clément Parisse                        | FRA                                    | + 20,7                                 |
| 6                                      | Alex Harvey                            | CAN                                    | + 58,9                                 |
| 7                                      | Andrew Musgrave                        | GBR                                    | + 1.00,3                               |
| 8                                      | Adrien Backscheider                    | FRA                                    | + 1.03,6                               |
| 9                                      | Sergej Oestjoegov                      | RUS                                    | + 1.09,4                               |
| 10                                     | Jens Burman                            | SWE                                    | + 1.12,8                               |

| 15 km vrouwen (klassieke + vrije stijl) | 15 km vrouwen (klassieke + vrije stijl) | 15 km vrouwen (klassieke + vrije stijl) | 15 km vrouwen (klassieke + vrije stijl) |
| #                                       | Naam                                    | Land                                    | Tijd                                    |
| --------------------------------------- | --------------------------------------- | --------------------------------------- | --------------------------------------- |
| Goud                                    | Therese Johaug                          | NOR                                     | 36.54,5                                 |
| Zilver                                  | Ingvild Flugstad Østberg                | NOR                                     | + 57,6                                  |
| Brons                                   | Natalja Neprjajeva                      | RUS                                     | + 58,7                                  |
| 4                                       | Astrid Jacobsen                         | NOR                                     | + 1.02,0                                |
| 5                                       | Frida Karlsson                          | SWE                                     | + 1.07,4                                |
| 6                                       | Charlotte Kalla                         | SWE                                     | + 1.13,3                                |
| 7                                       | Heidi Weng                              | NOR                                     | + 1.20,2                                |
| 8                                       | Krista Pärmäkoski                       | FIN                                     | + 1.33,7                                |
| 9                                       | Anastasia Sedova                        | RUS                                     | + 1.50,4                                |
| 10                                      | Rosie Brennan                           | USA                                     | + 2.01,8                                |

### Massastart
| 50 km mannen (vrije stijl) | 50 km mannen (vrije stijl) | 50 km mannen (vrije stijl) | 50 km mannen (vrije stijl) |
| #                          | Naam                       | Land                       | Tijd                       |
| -------------------------- | -------------------------- | -------------------------- | -------------------------- |
| Goud                       | Hans Christer Holund       | NOR                        | 1:49.59,3                  |
| Zilver                     | Aleksandr Bolsjoenov       | RUS                        | + 27,8                     |
| Brons                      | Sjur Røthe                 | NOR                        | + 57,8                     |
| 4                          | Martin Johnsrud Sundby     | NOR                        | + 57,9                     |
| 5                          | Simen Hegstad Krüger       | NOR                        | + 1.01,1                   |
| 6                          | Calle Halfvarsson          | SWE                        | + 1.02,6                   |
| 7                          | Dario Cologna              | SUI                        | + 1.04,0                   |
| 8                          | Andrew Musgrave            | GBR                        | + 1.04,5                   |
| 9                          | Adrien Backscheider        | FRA                        | + 1.06,4                   |
| 10                         | Jens Burman                | SWE                        | + 1.07,8                   |

| 30 km vrouwen (vrije stijl) | 30 km vrouwen (vrije stijl) | 30 km vrouwen (vrije stijl) | 30 km vrouwen (vrije stijl) |
| #                           | Naam                        | Land                        | Tijd                        |
| --------------------------- | --------------------------- | --------------------------- | --------------------------- |
| Goud                        | Therese Johaug              | NOR                         | 1:14.26,2                   |
| Zilver                      | Ingvild Flugstad Østberg    | NOR                         | + 36,8                      |
| Brons                       | Frida Karlsson              | SWE                         | + 44,0                      |
| 4                           | Jessica Diggins             | USA                         | + 1.05,9                    |
| 5                           | Charlotte Kalla             | SWE                         | + 1.16,6                    |
| 6                           | Ebba Andersson              | SWE                         | + 1.17,3                    |
| 7                           | Nathalie von Siebenthal     | SUI                         | + 1.43,7                    |
| 8                           | Teresa Stadlober            | AUT                         | + 2.03,8                    |
| 9                           | Victoria Carl               | GER                         | + 2.16,8                    |
| 10                          | Ragnhild Haga               | NOR                         | + 2.25,3                    |

### Teamsprint
| Mannen (klassieke stijl) | Mannen (klassieke stijl)                 | Mannen (klassieke stijl) | Mannen (klassieke stijl) |
| #                        | Naam                                     | Land                     | Tijd                     |
| ------------------------ | ---------------------------------------- | ------------------------ | ------------------------ |
| Goud                     | Emil Iversen Johannes Høsflot Klæbo      | NOR                      | 18.49,86                 |
| Zilver                   | Gleb Retivych Aleksandr Bolsjoenov       | RUS                      | + 1,88                   |
| Brons                    | Francesco De Fabiani Federico Pellegrino | ITA                      | + 4,03                   |
| 4                        | Oskar Svensson Calle Halfvarsson         | SWE                      | + 4,73                   |
| 5                        | Richard Jouve Lucas Chanavat             | FRA                      | + 9,13                   |
| 6                        | Max Hauke Lukas Baldauf                  | AUT                      | + 23,84                  |
| 7                        | Iivo Niskanen Ristomatti Hakola          | FIN                      | + 27,52                  |
| 8                        | Simeon Hamilton Erik Bjornsen            | USA                      | + 28,56                  |
| 9                        | Miha Šimenc Janez Lampič                 | SLO                      | + 1.21,77                |
| 10                       | Evan Palmer-Charrette Len Valjas         | CAN                      | + 1.40,99                |

| Vrouwen (klassieke stijl) | Vrouwen (klassieke stijl)                       | Vrouwen (klassieke stijl) | Vrouwen (klassieke stijl) |
| #                         | Naam                                            | Land                      | Tijd                      |
| ------------------------- | ----------------------------------------------- | ------------------------- | ------------------------- |
| Goud                      | Stina Nilsson Maja Dahlqvist                    | SWE                       | 15.14,93                  |
| Zilver                    | Katja Višnar Anamarija Lampič                   | SLO                       | + 0,37                    |
| Brons                     | Ingvild Flugstad Østberg Maiken Caspersen Falla | NOR                       | + 0,60                    |
| 4                         | Natalja Neprjajeva Joelia Beloroekova           | RUS                       | + 0,93                    |
| 5                         | Sadie Bjornsen Jessica Diggins                  | USA                       | + 2,79                    |
| 6                         | Victoria Carl Sandra Ringwald                   | GER                       | + 6,71                    |
| 7                         | Anne Kyllönen Krista Pärmäkoski                 | FIN                       | + 8,86                    |
| 8                         | Laurien van der Graaff Nadine Fähndrich         | SUI                       | + 21,35                   |
| 9                         | Anastasia Kirillova Polina Seronosova           | BLR                       | + 24,77                   |
| 10                        | Justyna Kowalczyk Monika Skinder                | POL                       | + 46,06                   |

### Estafette
| Mannen 4x10 km (klassieke + vrije stijl) | Mannen 4x10 km (klassieke + vrije stijl)                                        | Mannen 4x10 km (klassieke + vrije stijl) | Mannen 4x10 km (klassieke + vrije stijl) |
| #                                        | Naam                                                                            | Land                                     | Tijd                                     |
| ---------------------------------------- | ------------------------------------------------------------------------------- | ---------------------------------------- | ---------------------------------------- |
| Goud                                     | Emil Iversen Martin Johnsrud Sundby Sjur Røthe Johannes Høsflot Klæbo           | NOR                                      | 1:42.32,1                                |
| Zilver                                   | Andrej Larkov Aleksandr Bessmertnych Aleksandr Bolsjoenov Sergej Oestjoegov     | RUS                                      | + 38,8                                   |
| Brons                                    | Adrien Backscheider Maurice Manificat Clément Parisse Richard Jouve             | FRA                                      | + 1.01,0                                 |
| 4                                        | Ristomatti Hakola Iivo Niskanen Matti Heikkinen Perttu Hyvärinen                | FIN                                      | + 1.02,8                                 |
| 5                                        | Oskar Svensson Calle Halfvarsson Jens Burman Viktor Thorn                       | SWE                                      | + 1.39,5                                 |
| 6                                        | Sebastian Eisenlauer Andreas Katz Florian Notz Jonas Dobler                     | GER                                      | + 1.48,3                                 |
| 7                                        | Denis Volotka Olzjas Klimin Vitali Poechkalo Jevgeni Velitsjko                  | KAZ                                      | + 1.48,9                                 |
| 8                                        | Ueli Schnider Jonas Baumann Dario Cologna Toni Livers                           | SUI                                      | + 1.49,9                                 |
| 9                                        | Erik Bjornsen Scott Patterson David Norris Simeon Hamilton                      | USA                                      | + 4.06,4                                 |
| 10                                       | Maicol Rastelli Federico Pellegrino Giandomenico Salvadori Francesco De Fabiani | ITA                                      | + 4.42,7                                 |

| Vrouwen 4x5 km (klassieke + vrije stijl) | Vrouwen 4x5 km (klassieke + vrije stijl)                                         | Vrouwen 4x5 km (klassieke + vrije stijl) | Vrouwen 4x5 km (klassieke + vrije stijl) |
| #                                        | Naam                                                                             | Land                                     | Tijd                                     |
| ---------------------------------------- | -------------------------------------------------------------------------------- | ---------------------------------------- | ---------------------------------------- |
| Goud                                     | Ebba Andersson Frida Karlsson Charlotte Kalla Stina Nilsson                      | SWE                                      | 55.21,0                                  |
| Zilver                                   | Heidi Weng Ingvild Flugstad Østberg Astrid Jacobsen Therese Johaug               | NOR                                      | + 3,1                                    |
| Brons                                    | Joelia Beloroekova Anastasia Sedova Anna Netsjajevskaja Natalja Neprjajeva       | RUS                                      | + 2.03,8                                 |
| 4                                        | Victoria Carl Katharina Hennig Sandra Ringwald Laura Gimmler                     | GER                                      | + 2.46,3                                 |
| 5                                        | Julia Kern Sadie Bjornsen Rosie Brennan Jessica Diggins                          | USA                                      | + 3.06,0                                 |
| 6                                        | Laura Mononen Krista Pärmäkoski Riitta-Liisa Roponen Eveliina Piippo             | FIN                                      | + 3.47,7                                 |
| 7                                        | Anna Comarella Lucia Scardoni Elisa Brocard Ilaria Debertolis                    | ITA                                      | + 3.54,9                                 |
| 8                                        | Anouk Faivre-Picon Laura Chamiot-Maitral Delphine Claudel Flora Dolci            | FRA                                      | + 4.00,9                                 |
| 9                                        | Katja Višnar Anamarija Lampič Alenka Čebašek Eva Urevc                           | SLO                                      | + 4.21,2                                 |
| 10                                       | Laurien van der Graaff Nadine Fähndrich Lydia Hiernickel Nathalie von Siebenthal | SUI                                      | + 4.30,9                                 |

### Medailleklassement
| Plaats | Land      | Goud | Zilver | Brons | Totaal |
| 1      | Noorwegen | 10   | 3      | 5     | 18     |
| 2      | Zweden    | 2    | 2      | 1     | 5      |
| 3      | Rusland   | 0    | 5      | 3     | 8      |
| 4      | Italië    | 0    | 1      | 1     | 2      |
| 5      | Slovenië  | 0    | 1      | 0     | 1      |
| 6      | Finland   | 0    | 0      | 1     | 1      |
| 6      | Frankrijk | 0    | 0      | 1     | 1      |
| Totaal | Totaal    | 12   | 12     | 12    | 36     |